# Xã Washington, Quận Morgan, Indiana
Xã Washington (tiếng Anh: Washington Township) là một xã thuộc quận Morgan, tiểu bang Indiana, Hoa Kỳ. Năm 2010, dân số của xã này là 17.073 người.